# Kibuka
Kibuka è una divinità della mitologia del popolo Baganda (Uganda).

## Nel mito
Inizialmente essere umano, dopo aver deciso di giacere con una prigioniera, infrangendo un antico tabù, Kibuka fu punito nella successiva battaglia, durante la quale incontrò la morte. Ebbe, però, in cambio l'immortalità e divenne così divinità.

## Il culto
Come dio della guerra, aiutava il popolo dei Baganda in battaglia, scoccando frecce contro i nemici da dietro le nuvole. Il popolo riteneva che la vittoria fosse una sua grazia.